# Las niñas bien
Las niñas bien és una pel·lícula mexicana dramàtica de 2018, dirigida i escrita per Alejandra Márquez Abella, basada en els personatges del llibre Las niñas bien, de Guadalupe Loaeza.
La pel·lícula es va estrenar al Festival Internacional de Cinema de Toronto el 9 de setembre del 2018, i a diverses sales de cinema de Mèxic el 22 de març del 2019.
En la LXI edició dels Premis Ariel, va guanyar en les categories de Millor actriu, Millor música, Millor vestuari i Millor maquillatge.

## Argument
Sofia (Ilse Salas) i un grup de dones de Las Lomas viuen enmig de cases de luxe, actuacions Grand Marquis, jocs de tennis, els esdevenirs del clasismo, els bons costums, fins que arriba la crisi financera de 1982.

## Repartiment
- Ilse Salas - Sofía
- Flavio Medina - Fernando
- Cassandra Ciangherotti - Alejandra
- Paulina Gaitán - Ana Paula

## Premis i nominacions
| Premi                                       | Categoria                         | Nominats                        | Resultat   |
| ------------------------------------------- | --------------------------------- | ------------------------------- | ---------- |
| Festival Internacional de Cinema de Morelia | Ull a millor llargmetratge mexicà | Las niñas bien                  | Nominat    |
| Festival de Cinema de Màlaga                | Millor pel·lícula iberoamericana  | Las niñas bien                  | Guanyador  |
| Premi Ariel                                 | Millor pel·lícula                 | Alejandra Márquez Abella        | Nominada   |
| Premi Ariel                                 | Millor direcció                   | Alejandra Márquez Abella        | Nominada   |
| Premi Ariel                                 | Millor actriu                     | Ilse Salas                      | Guanyadora |
| Premi Ariel                                 | Millor coactuació masculina       | Flavio Medina                   | Nominat    |
| Premi Ariel                                 | Millor coactuació femenina        | Cassandra Ciangherotti          | Nominada   |
| Premi Ariel                                 | Millor coactuació femenina        | Paulina Gaitán                  | Nominada   |
| Premi Ariel                                 | Millor guió original              | Alejandra Márquez Abella        | Nominada   |
| Premi Ariel                                 | Millor fotografia                 | Dariela Ludlow                  | Nominada   |
| Premi Ariel                                 | Millor edició                     | Miguel Schverdfinger            | Nominat    |
| Premi Ariel                                 | Millor música                     | Tomás Barreiro                  | Guanyador  |
| Premi Ariel                                 | Millor disseny d'art              | Claudio Ramírez Castelli        | Nominat    |
| Premi Ariel                                 | Millor vestuari                   | María Annai Ramos Maza          | Guanyadora |
| Premi Ariel                                 | Millor maquillatge                | Pedro Guijarro Hidalgo          | Guanyador  |
| Premi Ariel                                 | Millor so                         | Alejandro de Icaza, Anuar Yahya | Nominats   |

## Comentaris
Aquest film ocupa el lloc 26 dins de la llista de les Les 100 millors pel·lícules mexicanes de la història, segons l'opinió de 27 crítics i especialistes del cinema mexicà, publicada pel portal Sector Cine al juny del 2020.